# Gummel-Plot

Gummel-Plot mit U_{CE} = konst.

Der Gummel-Plot ist die nach Hermann Gummel benannte halblogarithmische Auftragung der Ströme IC und IB eines Bipolartransistors gegen die Basis-Emitter-Spannung UBE bei konstanter Basis-Kollektor-Spannung UBC. Es lassen sich Verstärkung B, Serienwiderstand und Leckströme des Transistors ablesen.